# 豊島区

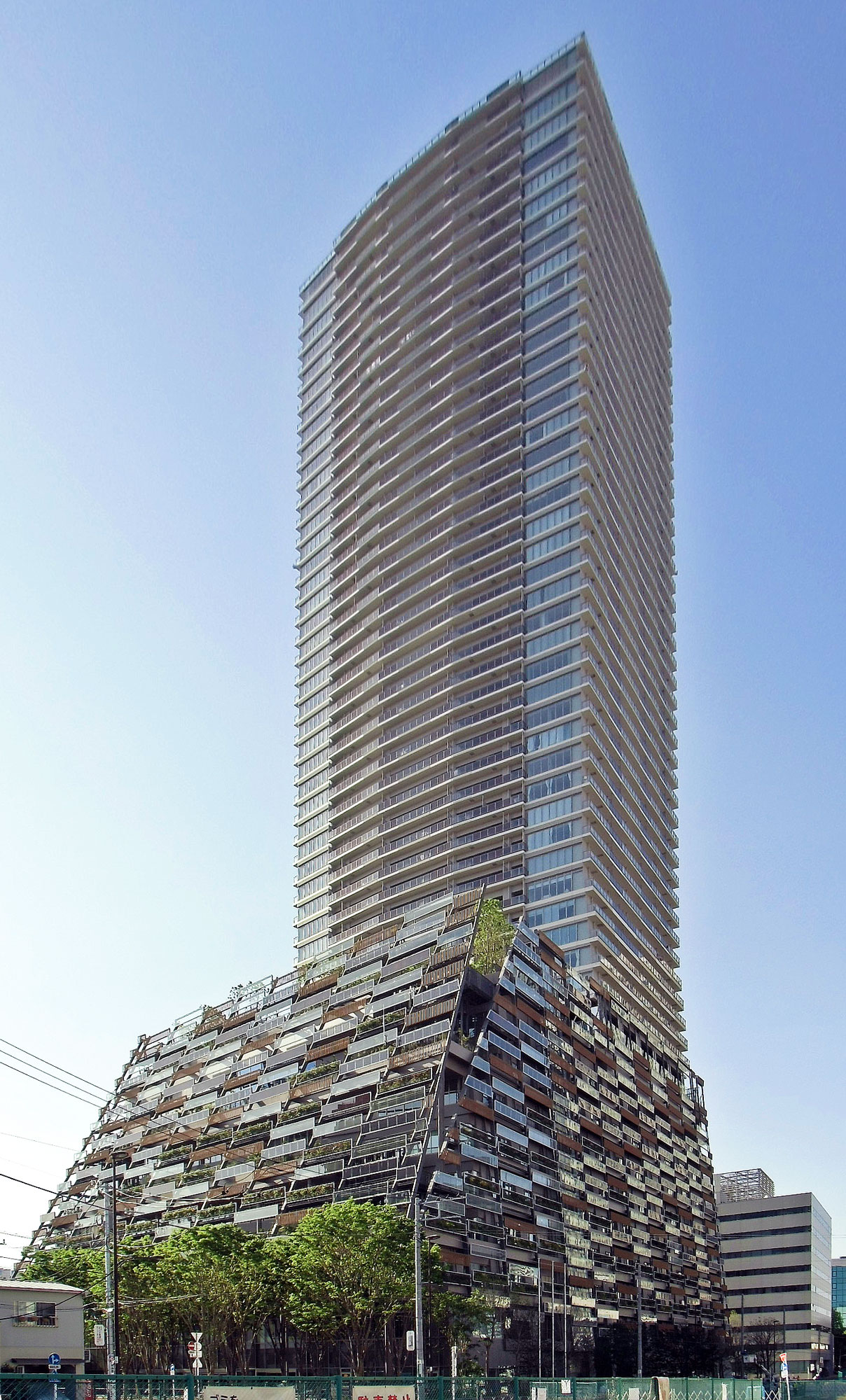
豊島区役所

豊島区（としまく）は、東京都の区部北西部に位置する特別区。
面積は13.01平方キロメートルで、東京23区のうち18番目。都内有数の繁華街の一つである池袋などを擁する。周囲は全て東京都の他区で、北は板橋区と北区、東は文京区、南は新宿区、西は中野区と練馬区に接する。

## 概要
区の交通・経済・行政の中心は池袋であり、新宿や渋谷と並ぶ東京の三大副都心として発展している。巨大ターミナル駅である池袋駅周辺は、東口・西口ともに百貨店などの大型商業施設や飲食店が集まる繁華街・歓楽街である。高層ビルもあり、東池袋にはサンシャイン60（サンシャインシティ）と旧豊島区役所跡地を再開発したHareza Towerを中核としたHareza池袋があり、南池袋にはタワーマンションと一体化した区役所新庁舎が所在する。池袋駅西口（西池袋）では三菱地所による「池袋駅西口地区再開発事業」が計画されており、超高層ビル3棟が建設される予定となっている。
このほか立教大学、学習院大学、川村学園女子大学、東京音楽大学、東京国際大学といった大学キャンパス、「おばあちゃんの原宿」として知られる巣鴨、高級住宅街・文教エリアの目白、多くの著名人が眠る雑司ヶ谷霊園や慈眼寺、染井霊園など、区内には様々な表情を持つエリアが存在する。
1965年度の国勢調査の結果、日本一の人口密度の地方自治体になった（前回調査までの1位は東京都台東区）。2005年の国勢調査では、東京都中野区に次いで国内第二位となったが、2010年の調査で再び人口密度日本一となった。
2014年には、日本創成会議が発表した「消滅可能性都市」において東京23区で唯一選出された。このことに危機感を覚えた区は区長主導で豊島区消滅可能性都市緊急対策本部を設置し、持続発展都市に向けた再開発や取り組みを行っており、2024年に人口戦略会議が発表した「消滅可能性自治体」においては当区は含まれていなかった。

### ソメイヨシノ発祥地
日本の国花であるサクラの代表的な品種であるソメイヨシノは、現在の駒込から巣鴨の旧染井村が発祥。染井の植木屋が江戸時代後期、交配して生み出した新種がソメイヨシノである。旧染井村では鉢植えをつくることが盛んで、ここでつくられた植木や盆栽は、花売りによって江戸中に運ばれていた。1860年（万延元年）に染井を訪れた英国人植物学者ロバート・フォーチュンはその種類の多さに驚き、世界一とのお墨付きを与えている。また霧島ツツジも多くつくられ、JR駒込駅の土手が春になるとツツジでいっぱいになるのは、その名残である。

### 区名の由来

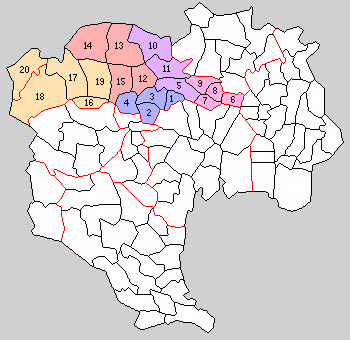
色の塗られた地域がかつての北豊島郡。そのうち、青色の部分が現在の豊島区。

北豊島郡に属する4つの町が合併して東京市に編入される時に、郡名からこの名前が採用された。ただし、豊島区の前身である4町は北豊島郡の一部に過ぎず、元々の北豊島郡は現在の荒川区から練馬区にかけての広い範囲を含んでいた（右図）。本来の郡の中心地は板橋町であったが、東京市に隣接する4町が郡内で最も発展した地域であったため、4町の区域が「豊島区」と名付けられた。
さらに元を辿ると、北豊島郡はかつての武蔵国豊島郡の一部であり、「豊島」が指す範囲はより一層広かった。古代豊島郡の郡衙は現在の北区に置かれ、中世には現在の北区を発祥とし、石神井川流域を本拠地とする桓武平氏の豊島氏が豊島郡を治めた。豊島という町名が豊島区ではなく北区にあったり、同じく「としまえん」（2020年に閉園。豊島氏の城の一つ練馬城の跡地）が練馬区にあったりしたのはそのためである。なお、豊島氏は1477年に江古田・沼袋原の戦いで太田道灌に敗れて滅亡した。
東京市による最初の区名原案は「池袋区」（いけぶくろく）だった。その後区名案が「目白区」（めじろく）に変更され、その後各所から寄せられた様々な陳情を受け、東京府会に於いて「豊島区」と再変更され決定された。

## 人口
| |                                        |  |
| 豊島区と全国の年齢別人口分布（2005年） | 豊島区の年齢・男女別人口分布（2005年） |  |
| ■紫色 ― 豊島区 ■緑色 ― 日本全国 | ■青色 ― 男性 ■赤色 ― 女性              |  |
| 豊島区（に相当する地域）の人口の推移 \| 1970年（昭和45年） \| 354,427人 \| \| \| 1975年（昭和50年） \| 321,078人 \| \| \| 1980年（昭和55年） \| 288,626人 \| \| \| 1985年（昭和60年） \| 278,455人 \| \| \| 1990年（平成2年） \| 261,870人 \| \| \| 1995年（平成7年） \| 246,252人 \| \| \| 2000年（平成12年） \| 249,017人 \| \| \| 2005年（平成17年） \| 250,585人 \| \| \| 2010年（平成22年） \| 284,678人 \| \| \| 2015年（平成27年） \| 291,167人 \| \| \| 2020年（令和2年） \| 301,599人 \| \| |                                        |  |
| 総務省統計局 国勢調査より |                                        |  |
| 1970年（昭和45年） | 354,427人                              |  |
| 1975年（昭和50年） | 321,078人                              |  |
| 1980年（昭和55年） | 288,626人                              |  |
| 1985年（昭和60年） | 278,455人                              |  |
| 1990年（平成2年） | 261,870人                              |  |
| 1995年（平成7年） | 246,252人                              |  |
| 2000年（平成12年） | 249,017人                              |  |
| 2005年（平成17年） | 250,585人                              |  |
| 2010年（平成22年） | 284,678人                              |  |
| 2015年（平成27年） | 291,167人                              |  |
| 2020年（令和2年） | 301,599人                              |  |

### 昼夜間人口
2015年の夜間人口（居住者）は291,167人であり、区外からの通勤者と通学生および居住者のうちの区内に昼間残留する人口の合計である昼間人口は417,146人である。

### 将来
2014年5月8日、日本創成会議の人口減少問題検討分科会で発表された「2040年における消滅可能性都市」において、豊島区は東京都区部で唯一ランクインした。この集計は、20歳から39歳までの豊島区に居住する女性人口に着眼し、女性居住人口が2040年に50パーセント以下になる市区町村を、国立社会保障・人口問題研究所による人口流出の統計を、日本創成会議が独自に集計して公表したものである。
そのため豊島区は、定住人口を増やすため様々な方策をとり、2018年には40年ぶりに人口29万人を突破した。
合計特殊出生率も0.99と回復傾向を示しているが、人口減少の克服は日本全体の課題という認識のもと、「女性にやさしいまちづくり」「地方との共生」「高齢化への対応」「日本の推進力」の四つの方針を柱とし、安全・安心なまちづくり、文化の多様性を活かした国際アート・カルチャー都市づくりなど、持続発展都市を目指した取組みを進めている。

## 歴史
沿革
- 1871年（明治4年）11月 - 長崎村が浦和県（現：埼玉県）より東京府に編入。
- 1889年（明治22年）5月1日 - 町村制施行により、北豊島郡巣鴨町、巣鴨村、高田村、長崎村が発足。
- 1918年（大正7年）7月20日 - 巣鴨村が町制施行し、西巣鴨町となる。
- 1920年（大正9年）4月3日 - 高田村が町制施行。
- 1926年（大正15年）10月1日 - 長崎村が町制施行。
- 1932年（昭和7年）10月1日 - 巣鴨町、西巣鴨町、高田町、長崎町が東京市に編入され、4町の区域をもって豊島区が発足。
- 1943年（昭和18年）7月1日 - 東京都制施行により東京都豊島区となる。
- 1947年（昭和22年）5月3日 - 地方自治法施行により特別区としての豊島区が発足。
- 1961年（昭和36年）9月29日 - 7月の新区役所総合庁舎竣工を記念して「豊島区歌」および「豊島民謡」を制定。
- 1981年（昭和56年）4月20日 - 防災行政無線運用開始。
- 2003年（平成15年）1月1日 - 区制70周年を記念し区民歌「としま未来へ」を制定。

## 町名
豊島区では全域で住居表示を実施済である。以下は住居表示実施後の町名と、当該住居表示実施直前の旧町名の一覧である。旧町名の後に「（全）」と注記したもの以外は当該旧町域の一部である。

### 豊島区役所管内
| 町名           | 住居表示実施年月日 | 住居表示実施直前町名                                                      | 備考                              |
| -------------- | ------------------ | ------------------------------------------------------------------------- | --------------------------------- |
| 池袋一丁目     | 1989年8月1日       | 池袋1〜4、高松1、要町1                                                    |                                   |
| 池袋二丁目     | 1989年8月1日       | 池袋1〜4、高松1、要町1                                                    |                                   |
| 池袋三丁目     | 1989年8月1日       | 池袋1〜4、高松1、要町1                                                    |                                   |
| 池袋四丁目     | 1989年8月1日       | 池袋1〜4、高松1、要町1                                                    |                                   |
| 池袋本町一丁目 | 1969年4月1日       | 池袋5・6（全）、池袋1・4・7、堀之内町                                     |                                   |
| 池袋本町二丁目 | 1969年4月1日       | 池袋5・6（全）、池袋1・4・7、堀之内町                                     |                                   |
| 池袋本町三丁目 | 1969年4月1日       | 池袋5・6（全）、池袋1・4・7、堀之内町                                     |                                   |
| 池袋本町四丁目 | 1969年4月1日       | 池袋5・6（全）、池袋1・4・7、堀之内町                                     |                                   |
| 上池袋一丁目   | 1970年1月1日       | 池袋1・7・8、堀之内町、西巣鴨2・3                                         |                                   |
| 上池袋二丁目   | 1970年1月1日       | 池袋1・7・8、堀之内町、西巣鴨2・3                                         |                                   |
| 上池袋三丁目   | 1970年1月1日       | 池袋1・7・8、堀之内町、西巣鴨2・3                                         |                                   |
| 上池袋四丁目   | 1970年1月1日       | 池袋1・7・8、堀之内町、西巣鴨2・3                                         |                                   |
| 北大塚三丁目   | 1969年4月1日       | 西巣鴨2・3、巣鴨5〜7                                                      |                                   |
| 雑司が谷一丁目 | 1966年11月1日      | 雑司ケ谷町1〜3、高田本町1・2、池袋東2、目白町2                            |                                   |
| 雑司が谷二丁目 | 1966年11月1日      | 雑司ケ谷町1〜3、高田本町1・2、池袋東2、目白町2                            |                                   |
| 雑司が谷三丁目 | 1966年11月1日      | 雑司ケ谷町1〜3、高田本町1・2、池袋東2、目白町2                            |                                   |
| 高田一丁目     | 1966年11月1日      | 高田南町1〜3（全）、高田本町1・2                                          |                                   |
| 高田二丁目     | 1966年11月1日      | 高田南町1〜3（全）、高田本町1・2                                          |                                   |
| 高田三丁目     | 1966年11月1日      | 高田南町1〜3（全）、高田本町1・2                                          |                                   |
| 西池袋一丁目   | 1966年1月1日       | 雑司ケ谷町6・7、長崎東町1、池袋1〜3、目白町3・4、千早町1、要町1           | 住居表示実施時に長崎1の一部を編入 |
| 西池袋二丁目   | 1966年1月1日       | 雑司ケ谷町6・7、長崎東町1、池袋1〜3、目白町3・4、千早町1、要町1           | 住居表示実施時に長崎1の一部を編入 |
| 西池袋三丁目   | 1966年1月1日       | 雑司ケ谷町6・7、長崎東町1、池袋1〜3、目白町3・4、千早町1、要町1           | 住居表示実施時に長崎1の一部を編入 |
| 東池袋一丁目   | 1966年11月1日      | 西巣鴨1（全）、西巣鴨2、池袋東1・3、日出町1・2                            |                                   |
| 東池袋二丁目   | 1966年11月1日      | 西巣鴨1（全）、西巣鴨2、池袋東1・3、日出町1・2                            |                                   |
| 東池袋三丁目   | 1966年11月1日      | 西巣鴨1（全）、西巣鴨2、池袋東1・3、日出町1・2                            |                                   |
| 東池袋四丁目   | 1966年11月1日      | 西巣鴨1（全）、西巣鴨2、池袋東1・3、日出町1・2                            |                                   |
| 南池袋一丁目   | 1966年11月1日      | 池袋東1〜3、日出町1・2、雑司ケ谷町1〜3                                    |                                   |
| 南池袋二丁目   | 1966年11月1日      | 池袋東1〜3、日出町1・2、雑司ケ谷町1〜3                                    |                                   |
| 南池袋三丁目   | 1966年11月1日      | 池袋東1〜3、日出町1・2、雑司ケ谷町1〜3                                    |                                   |
| 南池袋四丁目   | 1966年11月1日      | 池袋東1〜3、日出町1・2、雑司ケ谷町1〜3                                    |                                   |
| 目白一丁目     | 1966年1月1日       | 目白町1（全）、椎名町1（全）、目白町2〜4、椎名町2・3、高田本町1・2、池袋3 |                                   |
| 目白二丁目     | 1966年1月1日       | 目白町1（全）、椎名町1（全）、目白町2〜4、椎名町2・3、高田本町1・2、池袋3 |                                   |
| 目白三丁目     | 1966年1月1日       | 目白町1（全）、椎名町1（全）、目白町2〜4、椎名町2・3、高田本町1・2、池袋3 |                                   |

### 豊島区役所東部区民事務所管内
| 町名         | 町区域新設年月日 | 住居表示実施年月日 | 住居表示実施前の町名など                       | 備考 |
| ------------ | ---------------- | ------------------ | ---------------------------------------------- | ---- |
| 駒込一丁目   | 1968年12月1日    |                    | 駒込1・2・3・6（全）、駒込4・5                 |      |
| 駒込二丁目   | 1968年12月1日    |                    | 駒込1・2・3・6（全）、駒込4・5                 |      |
| 駒込三丁目   | 1968年12月1日    |                    | 駒込1・2・3・6（全）、駒込4・5                 |      |
| 駒込四丁目   | 1968年12月1日    |                    | 駒込1・2・3・6（全）、駒込4・5                 |      |
| 駒込五丁目   | 1968年12月1日    |                    | 駒込1・2・3・6（全）、駒込4・5                 |      |
| 駒込六丁目   | 1968年12月1日    |                    | 駒込1・2・3・6（全）、駒込4・5                 |      |
| 駒込七丁目   | 1968年12月1日    |                    | 駒込1・2・3・6（全）、駒込4・5                 |      |
| 巣鴨一丁目   | 1970年1月1日     |                    | 巣鴨1〜4（全）、巣鴨5、西巣鴨4、駒込4・5       |      |
| 巣鴨二丁目   | 1970年1月1日     |                    | 巣鴨1〜4（全）、巣鴨5、西巣鴨4、駒込4・5       |      |
| 巣鴨三丁目   | 1970年1月1日     |                    | 巣鴨1〜4（全）、巣鴨5、西巣鴨4、駒込4・5       |      |
| 巣鴨四丁目   | 1970年1月1日     |                    | 巣鴨1〜4（全）、巣鴨5、西巣鴨4、駒込4・5       |      |
| 巣鴨五丁目   | 1970年1月1日     |                    | 巣鴨1〜4（全）、巣鴨5、西巣鴨4、駒込4・5       |      |
| 南大塚一丁目 | 1969年4月1日     |                    | 巣鴨5〜7、西巣鴨2                              |      |
| 南大塚二丁目 | 1969年4月1日     |                    | 巣鴨5〜7、西巣鴨2                              |      |
| 南大塚三丁目 | 1969年4月1日     |                    | 巣鴨5〜7、西巣鴨2                              |      |
| 西巣鴨一丁目 | 1970年4月1日     |                    | 西巣鴨2〜4、巣鴨5                              |      |
| 西巣鴨二丁目 | 1970年4月1日     |                    | 西巣鴨2〜4、巣鴨5                              |      |
| 西巣鴨三丁目 | 1970年4月1日     |                    | 西巣鴨2〜4、巣鴨5                              |      |
| 西巣鴨四丁目 | 1970年4月1日     |                    | 西巣鴨2〜4、巣鴨5                              |      |
| 北大塚一丁目 | 1969年4月1日     |                    | 西巣鴨2・3、巣鴨5〜7                           |      |
| 北大塚二丁目 | 1969年4月1日     |                    | 西巣鴨2・3、巣鴨5〜7                           |      |
| 東池袋五丁目 | 1966年11月1日    |                    | 西巣鴨1（全）、西巣鴨2、池袋東1・3、日出町1・2 |      |

### 豊島区役所西部区民事務所管内
| 町名         | 住居表示実施年月日 | 住居表示実施直前町名                                                      | 備考                                                                         |
| ------------ | ------------------ | ------------------------------------------------------------------------- | ---------------------------------------------------------------------------- |
| 南長崎一丁目 | 1964年11月1日      | 椎名町4〜8（全）、椎名町2・3、長崎1・4・5・6                              |                                                                              |
| 南長崎二丁目 | 1964年11月1日      | 椎名町4〜8（全）、椎名町2・3、長崎1・4・5・6                              |                                                                              |
| 南長崎三丁目 | 1964年11月1日      | 椎名町4〜8（全）、椎名町2・3、長崎1・4・5・6                              |                                                                              |
| 南長崎四丁目 | 1964年11月1日      | 椎名町4〜8（全）、椎名町2・3、長崎1・4・5・6                              |                                                                              |
| 南長崎五丁目 | 1964年11月1日      | 椎名町4〜8（全）、椎名町2・3、長崎1・4・5・6                              |                                                                              |
| 南長崎六丁目 | 1964年11月1日      | 椎名町4〜8（全）、椎名町2・3、長崎1・4・5・6                              |                                                                              |
| 長崎一丁目   | 1964年11月1日      | 長崎2・3（全）、長崎1・4〜6、千早町3                                      |                                                                              |
| 長崎二丁目   | 1964年11月1日      | 長崎2・3（全）、長崎1・4〜6、千早町3                                      |                                                                              |
| 長崎三丁目   | 1964年11月1日      | 長崎2・3（全）、長崎1・4〜6、千早町3                                      |                                                                              |
| 長崎四丁目   | 1964年11月1日      | 長崎2・3（全）、長崎1・4〜6、千早町3                                      |                                                                              |
| 長崎五丁目   | 1964年11月1日      | 長崎2・3（全）、長崎1・4〜6、千早町3                                      |                                                                              |
| 長崎六丁目   | 1968年8月1日       | 長崎2・3（全）、長崎1・4〜6、千早町3                                      |                                                                              |
| 千早一丁目   | 1989年11月27日     | 千早町2・4（全）、千早町1・3                                              | 千早町1〜4の成立は1939年、直前は長崎東町1・2、長崎仲町1・2、（旧）千川町1〜3 |
| 千早二丁目   | 1989年11月27日     | 千早町2・4（全）、千早町1・3                                              | 千早町1〜4の成立は1939年、直前は長崎東町1・2、長崎仲町1・2、（旧）千川町1〜3 |
| 千早三丁目   | 1989年11月27日     | 千早町2・4（全）、千早町1・3                                              | 千早町1〜4の成立は1939年、直前は長崎東町1・2、長崎仲町1・2、（旧）千川町1〜3 |
| 千早四丁目   | 1989年11月27日     | 千早町2・4（全）、千早町1・3                                              | 千早町1〜4の成立は1939年、直前は長崎東町1・2、長崎仲町1・2、（旧）千川町1〜3 |
| 要町一丁目   | 1989年11月27日     | 要町2・3（全）、要町1                                                     | 町名の成立は1939年、直前は長崎東町2・3、長崎仲町1、（旧）千川町1・2          |
| 要町二丁目   | 1989年11月27日     | 要町2・3（全）、要町1                                                     | 町名の成立は1939年、直前は長崎東町2・3、長崎仲町1、（旧）千川町1・2          |
| 要町三丁目   | 1989年11月27日     | 要町2・3（全）、要町1                                                     | 町名の成立は1939年、直前は長崎東町2・3、長崎仲町1、（旧）千川町1・2          |
| 高松一丁目   | 1989年11月27日     | 高松2・3（全）、高松1                                                     | 町名の成立は1939年、直前は長崎東町3・4、板橋区板橋町3                        |
| 高松二丁目   | 1989年11月27日     | 高松2・3（全）、高松1                                                     | 町名の成立は1939年、直前は長崎東町3・4、板橋区板橋町3                        |
| 高松三丁目   | 1989年11月27日     | 高松2・3（全）、高松1                                                     | 町名の成立は1939年、直前は長崎東町3・4、板橋区板橋町3                        |
| 千川一丁目   | 1989年11月27日     | 千川町1・2（全）                                                          | 千川町1・2の成立は1939年、直前は長崎東町3、（旧）千川町1                     |
| 千川二丁目   | 1989年11月27日     | 千川町1・2（全）                                                          | 千川町1・2の成立は1939年、直前は長崎東町3、（旧）千川町1                     |
| 西池袋四丁目 | 1966年1月1日       | 雑司ケ谷町6・7、長崎東町1、池袋1〜3、目白町3・4、千早町1、要町1           | 住居表示実施時に長崎1の一部を編入                                            |
| 西池袋五丁目 | 1966年1月1日       | 雑司ケ谷町6・7、長崎東町1、池袋1〜3、目白町3・4、千早町1、要町1           | 住居表示実施時に長崎1の一部を編入                                            |
| 目白四丁目   | 1966年1月1日       | 目白町1（全）、椎名町1（全）、目白町2〜4、椎名町2・3、高田本町1・2、池袋3 |                                                                              |
| 目白五丁目   | 1966年1月1日       | 目白町1（全）、椎名町1（全）、目白町2〜4、椎名町2・3、高田本町1・2、池袋3 |                                                                              |

## 地域

### 主な公園
- 南池袋公園
- イケ・サンパーク
- 雑司が谷公園
- 池袋の森
- 目白の森
- 目白庭園 - 目白3丁目にあった公立学校共済組合住宅跡地に豊島区により1990年に開園（庭園設計:伊藤邦衛、指定管理者:西武グループ環境パートナーズ、西武造園、西武緑化管理）[12][13]
- 谷端川北緑道
- 谷端川南緑道
- 谷端川親水公園
- 谷端川第二親水公園
- 南長崎スポーツ公園

### 病院
- 東京都立大塚病院（南大塚2-8-1）
- 要町病院（要町1-11-13）
- 総合病院一心病院（北大塚1-18-7）
- 高田馬場病院（高田3-8-9）
- としま昭和病院（南長崎5-17-9）
- 長汐病院（池袋1-5-8）

### 主な祭事
- 長崎獅子舞
- 冨士元囃子
- 鬼子母神御会式
- すがも染井吉野桜まつり
- ふくろ祭り
- 大塚阿波おどり

### ナンバープレート
自動車のナンバープレートは練馬ナンバー（東京運輸支局）を割り当てられている。練馬ナンバー割り当て地域は以下の通りである。
- 新宿区、文京区、中野区、豊島区、北区、練馬区。

### 市街地再開発
市街地再開発プロジェクトが複数計画されている。「豊島区の超高層建築物・構築物の一覧」も参照。
- 池袋駅西口地区再開発 - 西口駅前に3棟の超高層ビルを建設する予定。三菱地所が事業参画。
- 南池袋2丁目B地区再開発 - としまエコミューゼタウン（A地区）の南側に隣接する街区。丸紅が事業参画。
- 南池袋2丁目C地区再開発 - A地区の東側。2棟の超高層ビルを計画中。住友不動産および野村不動産が事業参画。
- 造幣局東京支局跡地開発 - さいたま市に移転した造幣局跡地の東半分には防災公園（イケ・サンパーク）が2020年に整備され、西半分には東京国際大学の池袋国際キャンパスが開校する予定。
- 池袋駅東西連絡通路 - 池袋駅の上空にデッキを建設する計画。
- 東池袋四丁目2番街区再開発 - 約130m、35階建て。野村不動産が参画。
- 東池袋一丁目地区第一種市街地再開発事業 - 地上30階、延べ約145,000m2。事業協力者は住友不動産。2022年度着工予定2025年度以降完成予定。

## 行政

### 区長
- 区長：高際みゆき（1期目）[14]
  - 任期：2023年4月24日 - 2027年4月22日[15]

### 行政機構
- 区長
  - 副区長
    - 政策経営部
    - 総務部
    - 区民部
    - 文化商工部
    - 環境清掃部
    - 保健福祉部
      - 池袋保健所

    - 子ども家庭部
    - 都市整備部
    - 会計管理室

### 区のシンボル「ふくろう」

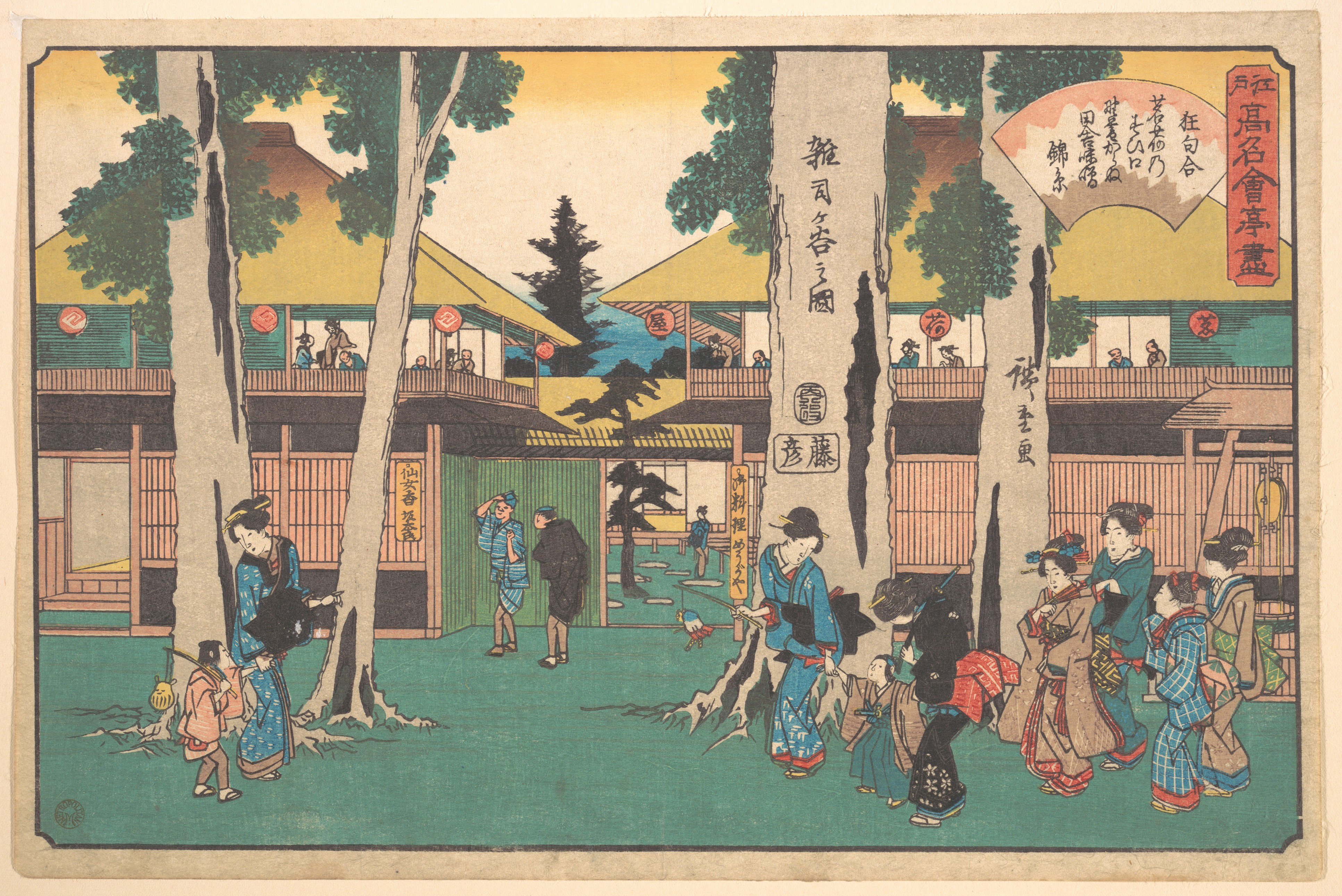
歌川広重画『江戸高名会亭尽 雑司ヶ谷の図』。向かって左下の少年が「すすきみみずく」を持っている。

豊島区はフクロウ、ミミズクを区のシンボルの鳥としており、区内各所にオブジェなどを設置している。
豊島区雑司が谷の郷土玩具すすきみみずくにまつわる伝承によれば、かつて病気の母を持つ娘が、雑司ヶ谷の鬼子母神のお告げを受け、ススキの穂でミミズクを作り、それを売った金で、母のための薬を買ったといわれる。この伝承や、歌川広重による浮世絵『江戸高名会亭尽  雑司ヶ谷の図』にも「すすきみみずく」が描かれていることから、豊島ふくろう・みみずく資料館（豊島区南池袋）の館長である池沢清治は、フクロウについて「江戸の昔から縁がある」と話している。また池沢は、豊島区の形が羽を広げたフクロウに似ていることや、JR埼京線と東武東上線の分岐点が頭部から突き出た羽にも見えることも、豊島区とフクロウの関連性に紐づけている。
豊島区立舞台芸術交流センターの愛称を「あうるすぽっと」（あうる＝owlはフクロウの英名）としているほか、区制70周年記念キャラクターとして2002年にフクロウの「としま ななまる」を制定した。
2012年には、東京都豊島区と栃木県那珂川町の間で、観光と文化面で交流を図る観光交流協定「ふくろう協定」が締結された。当時の豊島区長である高野之夫の父親が茨城県常陸大宮市出身であり、フクロウ神社として知られる鷲子山上神社（茨城県と栃木県との県境）を知っていたことなどから、フクロウの縁として交流話が持ち上がったことによる。池袋駅西口駅前のフクロウ像「えんちゃん」を設置してから1周年を記念した「ふくろうフェスティバル」が同2012年3月に開催され、それに合わせ、高野区長と那珂川町長の大金伊一が出席して、えんちゃんの前で協定調印式が行われた。文化や観光を軸として、官民で交流を進めていくことが目指されている。
2018年にはフクロウを擬人化したキャラクターのコンテストで最優秀作を決め、池袋エリアのPRアニメーション作品の制作を決定。池袋に基幹店を置くアニメイトと協力して完成させ、2019年に公開した。

### 姉妹都市・友好都市

#### 日本国内
- 埼玉県 秩父市
- 山形県 遊佐町
- 三重県 名張市
- 栃木県 那珂川町

#### 海外
- 大韓民国 ソウル特別市東大門区

## 議会

### 東京都議会
2025年東京都議会議員選挙
- 選挙区：豊島区選挙区
- 定数：3人
- 任期：2025年7月23日 - 2029年7月22日
- 投票日：2025年6月22日
- 当日有権者数：223,717人
- 投票率：47.24％

| 候補者名 | 当落 | 年齢 | 所属党派           | 新旧別 | 得票数   |
| -------- | ---- | ---- | ------------------ | ------ | -------- |
| 本橋弘隆 | 当   | 63   | 都民ファーストの会 | 現     | 32,432票 |
| 米倉春奈 | 当   | 37   | 日本共産党         | 現     | 22,179票 |
| 谷公代   | 当   | 52   | 公明党             | 新     | 17,524票 |
| 中村幸信 | 落   | 33   | 再生の道           | 新     | 16,933票 |
| 池田裕一 | 落   | 48   | 自由民主党         | 新     | 14,533票 |

2021年東京都議会議員選挙
- 選挙区：豊島区選挙区
- 定数：3人
- 投票日：2021年7月4日
- 当日有権者数：228,502人
- 投票率：43.04%

| 候補者名 | 当落 | 年齢 | 所属党派           | 新旧別 | 得票数   |
| -------- | ---- | ---- | ------------------ | ------ | -------- |
| 本橋弘隆 | 当   | 59   | 都民ファーストの会 | 現     | 24,586票 |
| 米倉春奈 | 当   | 33   | 日本共産党         | 現     | 21,890票 |
| 長橋桂一 | 当   | 64   | 公明党             | 現     | 19,925票 |
| 堀宏道   | 落   | 56   | 自由民主党         | 元     | 17,747票 |
| 片岡恭子 | 落   | 42   | 無所属             | 新     | 11,157票 |
| 井田恵介 | 落   | 29   | 嵐の党             | 新     | 1,069票  |

### 衆議院
- 選挙区：東京10区（文京区、豊島区）
- 投票日：2024年10月27日
- 当日有権者数：417,850人
- 投票率：59.65％

| 当落 | 候補者名 | 年齢 | 所属党派     | 新旧別 | 得票数   | 重複 |
| ---- | -------- | ---- | ------------ | ------ | -------- | ---- |
| 当   | 鈴木隼人 | 47   | 自由民主党   | 前     | 93,490票 | ○    |
| 比当 | 鈴木庸介 | 48   | 立憲民主党   | 前     | 92,899票 | ○    |
|      | 永野裕子 | 52   | 日本維新の会 | 新     | 39,555票 | ○    |
|      | 安田伸   | 53   | 参政党       | 新     | 15,970票 |      |

## 交通

### 公共交通機関

#### 鉄道
池袋駅の一日の乗降客数は約268万人（2018年度）で、新宿区の新宿駅に次ぐ世界第2位である。
東日本旅客鉄道（JR東日本）
-  山手線
  - 駒込駅 - 巣鴨駅 - 大塚駅 - 池袋駅 - 目白駅

-   埼京線・湘南新宿ライン
  - 池袋駅

東京地下鉄（東京メトロ）
-  丸ノ内線
  - 池袋駅 - 新大塚駅

-  有楽町線
  - 東池袋駅 - 池袋駅 - 要町駅 - 千川駅

-  南北線
  - 駒込駅

-  副都心線
  - 雑司が谷駅 - 池袋駅 - 要町駅 - 千川駅

東京都交通局
-  三田線
  - 巣鴨駅 - 西巣鴨駅

-  都電荒川線（東京さくらトラム）
  - 新庚申塚停留場 - 庚申塚停留場 - 巣鴨新田停留場 - 大塚駅前停留場 - 向原停留場 - 東池袋四丁目停留場 - 都電雑司ヶ谷停留場 - 鬼子母神前停留場 - 学習院下停留場

大江戸線の落合南長崎駅は一部が豊島区に位置する。
東武鉄道
-  東武東上線
  - 池袋駅 - 北池袋駅 - 下板橋駅

西武鉄道
-  池袋線
  - 池袋駅 - 椎名町駅 - 東長崎駅

このほか、西武新宿線も区内を通過しているが、駅はない。

##### 未成線
- 東京日光電鉄：巣鴨駅から途中岩槻駅、栗橋駅、栃木駅、宇都宮駅を経由して日光まで計画した鉄道。

#### バス
- 東京都交通局（都営バス）
- 西武バス
- 国際興業バス
- 関東バス

以上の各事業者が路線バスを運行しているほか、コミュニティバス「IKEBUS」がある。また池袋駅前は東北地方から関西にかけての各地との高速バスが発着する。

### 交通弱者対策
上記のように鉄道・バス網が発達しているとはいえ、道路が狭くバスの乗り入れにくい木造住宅密集地域もあり、自家用車を持たない、長距離を歩くことが難しいといった交通弱者の問題は豊島区にも存在している。200メートル圏内に鉄道駅もバス停留所もないという区独自の定義による「交通弱者の公共交通不便地域」は全体の36％を占めており、豊島区は民間と協力して乗り合い輸送の実証実験を行なっている。

### 主要道路
- 首都高速道路
  - 5号池袋線
  - 中央環状新宿線
- 国道254号（春日通り、川越街道）
- 国道17号（中山道、白山通り）
- 国道122号
- 明治通り
- 山手通り
- 新目白通り
- 目白通り
- 要町通り（東京都道441号池袋谷原線）
- 宮仲公園通り（旧名称「癌研通り」）（東京都道436号小石川西巣鴨線）

## 教育

### 大学
日本の私立大学
- 学習院大学
- 川村学園女子大学 目白キャンパス
- 大正大学
- 帝京平成大学 池袋キャンパス
- 東京音楽大学 池袋キャンパス
- 立教大学 池袋キャンパス
- 東京福祉大学 池袋キャンパス
- 至誠館大学 東京キャンパス
（旧東京サテライト教室第2号館。旧東京サテライト教室第1号館東京都墨田区吾妻橋1-2-4から移転）

日本国外に本部を持つ大学
- 北京語言大学 東京校（中国の国立大学）
- 曁南大学 日本学院（中国の国立大学）

### 短期大学
- 女子栄養大学短期大学部
- 東京交通短期大学

### 専門学校
- 大原ビジネス公務員専門学校池袋校（2023年4月、大原情報ビジネス専門学校から改称）
- 吉本総合芸能学院東京校

### 高等学校
都立
- 千早高等学校
- 豊島高等学校
- 文京高等学校

私立
- 学習院高等科 ※中高併設
- 川村高等学校 ※中高併設
- 十文字高等学校 ※中高併設
- 淑徳巣鴨高等学校 ※中高併設
- 城西大学附属城西高等学校 ※中高併設
- 昭和鉄道高等学校
- 巣鴨高等学校 ※中高併設
- 東京音楽大学付属高等学校
- 豊島岡女子学園高等学校 ※中高併設
- 豊島学院高等学校
- 豊南高等学校
- 本郷高等学校 ※中高併設
- 立教池袋高等学校 ※中高併設
- 鹿島学園高等学校通信制課程東京校
- 飛鳥未来高等学校池袋キャンパス
- 八洲学園高等学校池袋キャンパス

### 中学校
区立
- 池袋中学校 ※池本小と併設
- 駒込中学校
- 巣鴨北中学校（旧朝日中・旧大塚中が合併し現在に至る、校舎は旧大塚中）
- 千川中学校
- 千登世橋中学校（旧雑司谷中・旧高田中が合併し現在に至る、校舎は旧高田中）
- 西巣鴨中学校
- 西池袋中学校（旧道和中・旧真和中が合併し現在に至る、校舎は旧道和中）
- 明豊中学校（旧長崎中・旧第十中・旧千早中が合併し現在に至る、校舎は旧千早中跡地に新築）

私立
- 学習院中等科 ※中高併設
- 川村中学校 ※中高併設
- 十文字中学校 ※中高併設
- 淑徳巣鴨中学校 ※中高併設
- 城西大学附属城西中学校 ※中高併設
- 巣鴨中学校 ※中高併設
- 豊島岡女子学園中学校 ※中高併設
- 本郷中学校 ※中高併設
- 立教池袋中学校 ※中高併設

### 小学校
区立
- 朝日小学校
- 池袋小学校（旧大明小・旧池袋第五小が合併し現在に至る、校舎は旧池袋第五小）
- 池袋第一小学校
- 池袋第三小学校
- 要小学校（旧平和小・旧要町小が合併し現在に至る、校舎は旧要町小）
- 仰高小学校
- 高南小学校
- 駒込小学校
- さくら小学校（旧千川小（校舎跡地は現在老人福祉施設・保育園）・旧大成小が合併し現在に至る、校舎は旧大成小）
- 椎名町小学校
- 巣鴨小学校
- 清和小学校
- 高松小学校
- 千早小学校
- 長崎小学校
- 西巣鴨小学校
- 富士見台小学校
- 池袋本町小学校（旧文成小・旧池二小が合併し、現在に至る、池袋中と併設）
- 豊成小学校
- 朋有小学校（旧時習小・旧大塚台小が合併し現在に至る、校舎は旧大塚台小）
- 南池袋小学校（旧高田小・旧雑司谷小・旧日出小が合併し現在に至る、校舎は旧雑司谷中）
- 目白小学校

私立
- 川村小学校
- 立教小学校

### その他の学校
- 中央聖書神学校
- 東京都立大塚ろう学校

### 豊島区に本社を置く私塾
- TOMAS（目白）
- 早稲田アカデミー（南池袋）
- 私塾情報センター（東池袋）

## 経済
池袋のような商業エリア、繁華街を擁する。外国人を含む観光客の誘致に力を入れており、2018年には観光情報サイト「タイムアウト東京」運営会社と提携。2019年には各種イベントを行う「東アジア文化都市2019豊島」を開催する予定である。

### 豊島区に本社を置く企業
- 西武ホールディングス
  - 西武・プリンスホテルズワールドワイド
  - 西武リアルティソリューションズ
- そごう・西武
- 東武百貨店
- ビックカメラ
- 光通信
- マルエツ
- 大正製薬ホールディングス
  - 大正製薬
- 太陽ホールディングス（登記上の本店は埼玉県比企郡嵐山町）
- クレディセゾン
- 菱電商事
- 良品計画
- 山洋電気
- 久世
- 白十字
- 東ハト（ヤマザキグループ）
- 日本労働者協同組合(ワーカーズコープ)連合会
- 須藤石材
- サクマ製菓

### 商業・娯楽施設
東武東上線や西武池袋線、埼京線など北・北西方面に向かう路線が多数走っていることから埼玉県、東京都北西部、北東部まで巨大な商圏を形成している。2021年春の日経リサーチによる「商業施設の利用実態調査（首都圏版）」によれば、首都圏の商業施設で集客力1位が西武池袋本店、4位がサンシャインシティ、7位が東武百貨店池袋本店と、トップ10のうち3つが池袋地区の商業施設である。
- 西武池袋本店（そごう・西武、旧西武百貨店池袋本店）
- 東武百貨店池袋本店
- ルミネ池袋（メトロポリタンプラザ）
- ホテルメトロポリタン
- 池袋パルコ・P'PARCO
- サンシャインシティ - アルパ、ALTA、サンシャイン水族館、コニカミノルタプラネタリウム「満天」、ナムコ・ナンジャタウン、サンシャイン劇場 他
- ジュンク堂書店池袋本店
- とげぬき地蔵
- 池袋演芸場
- 乙女ロード
- 萬劇場

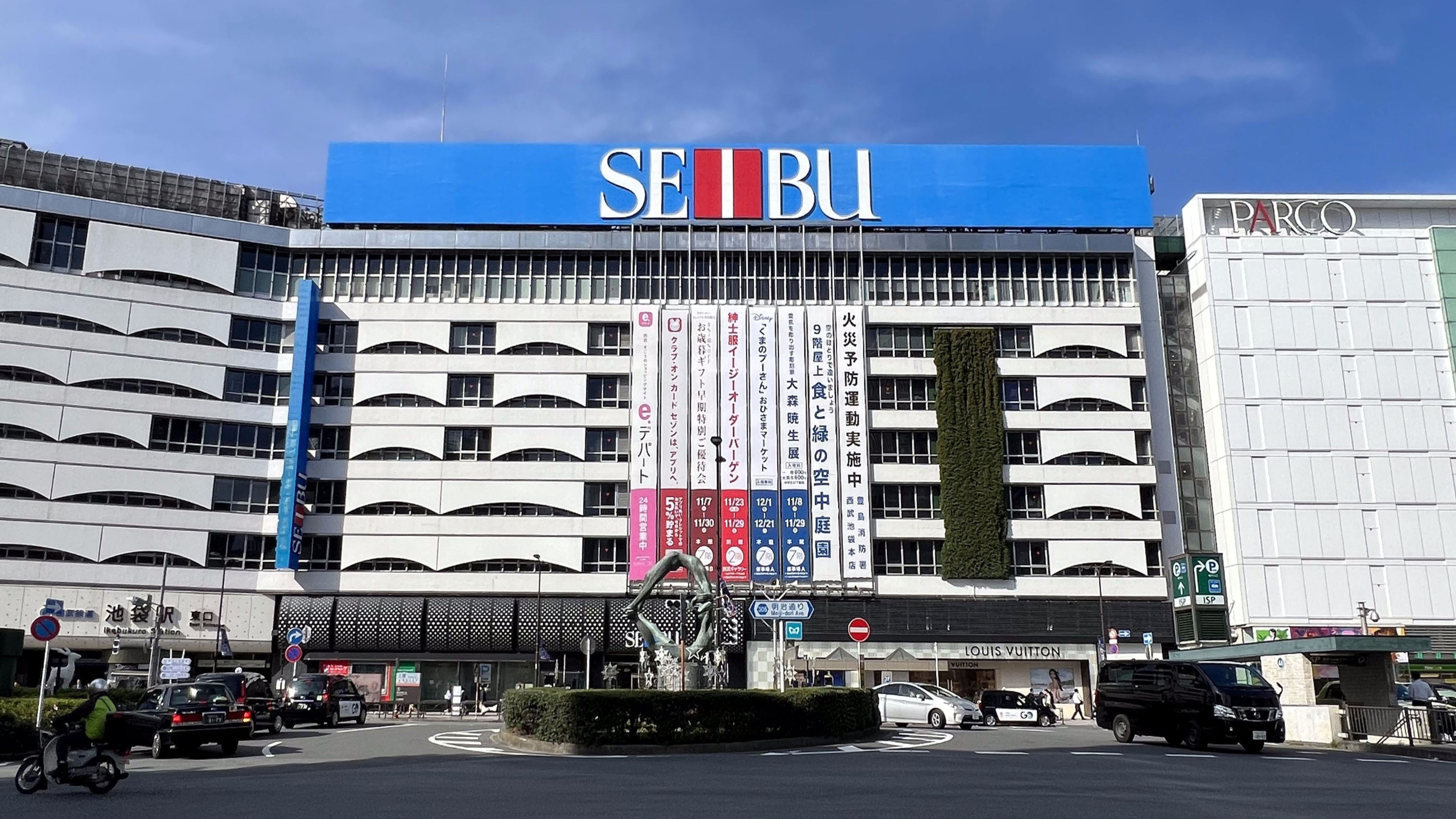
西武池袋本店
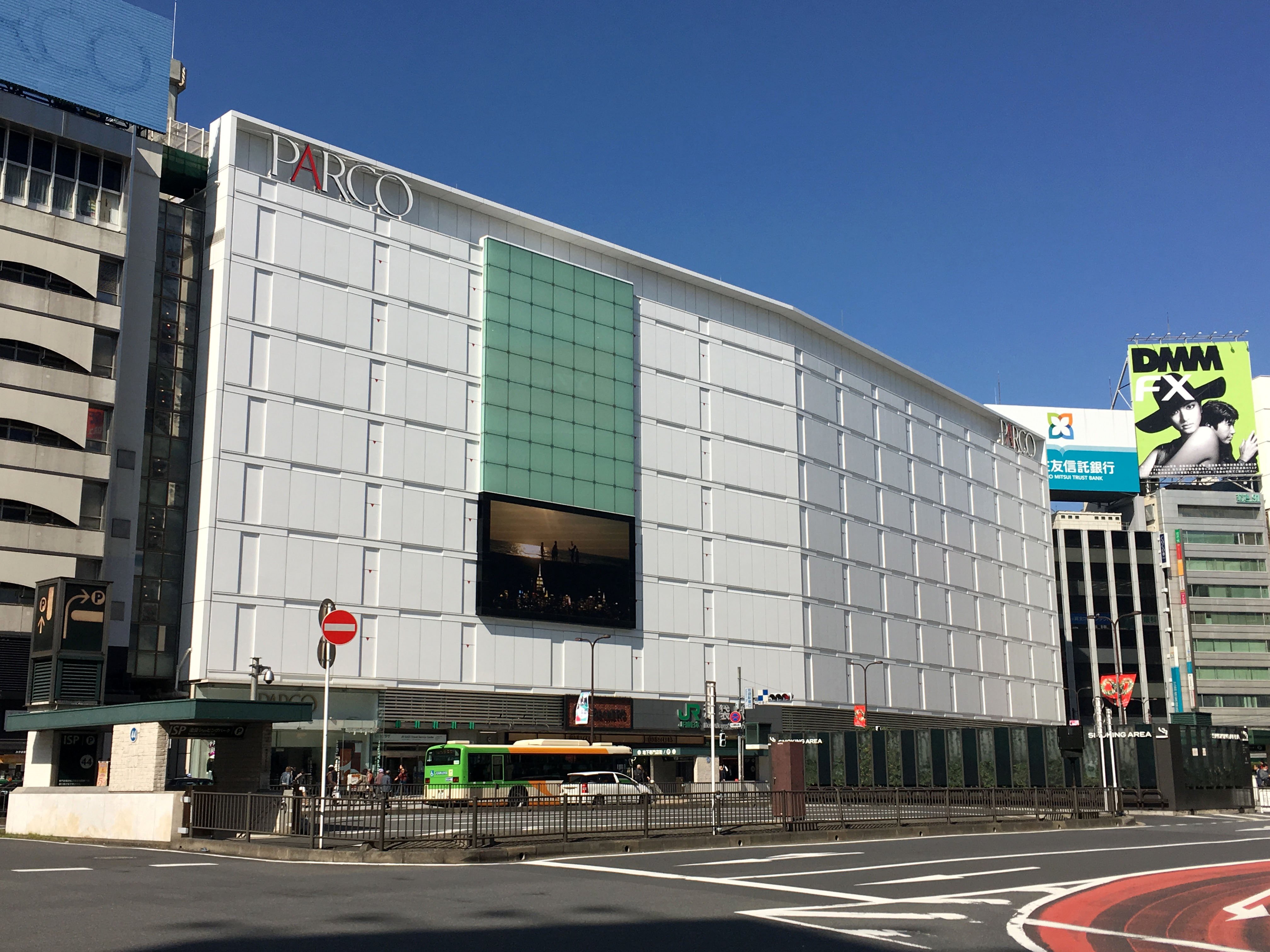
池袋パルコ
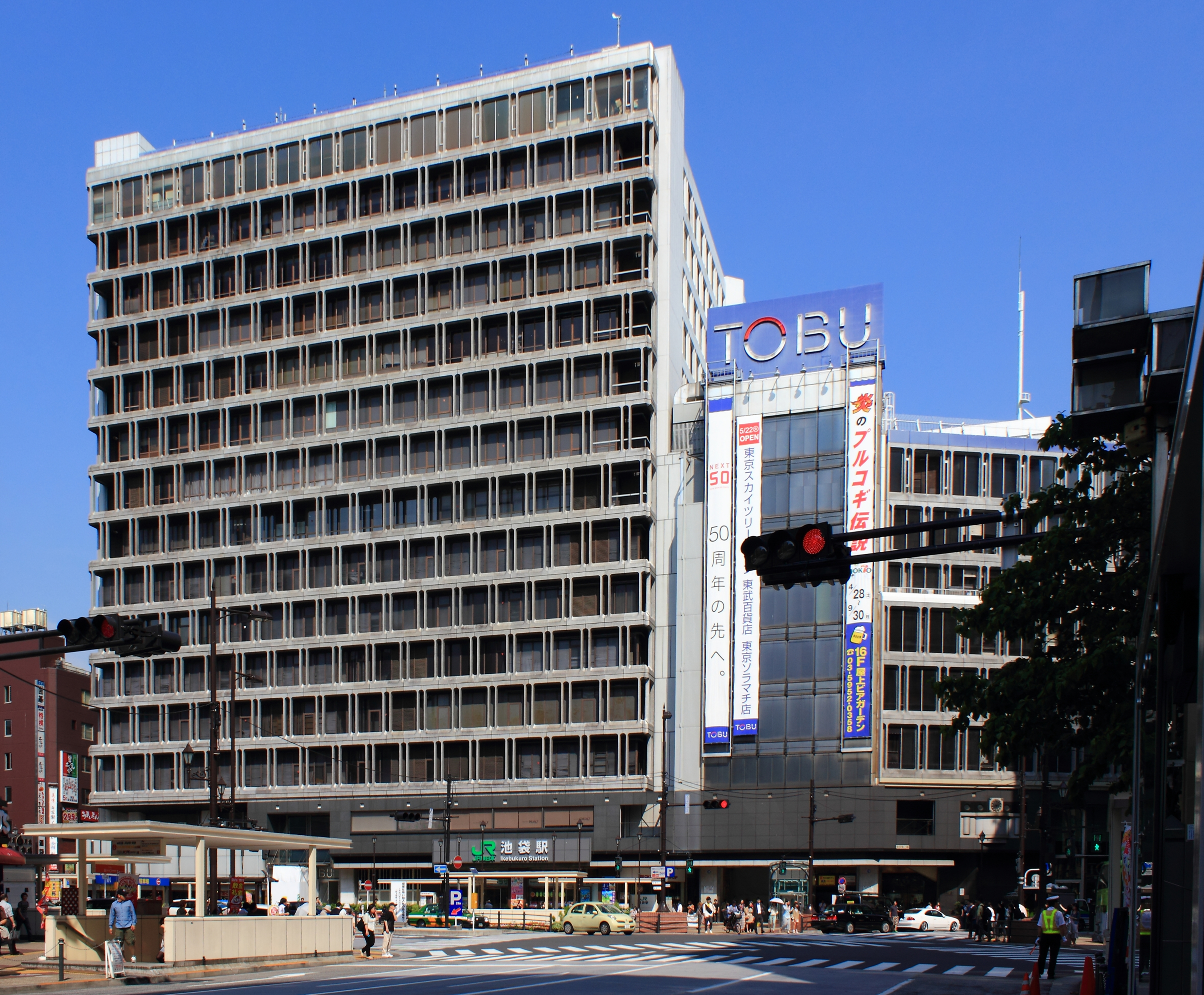
東武百貨店池袋店
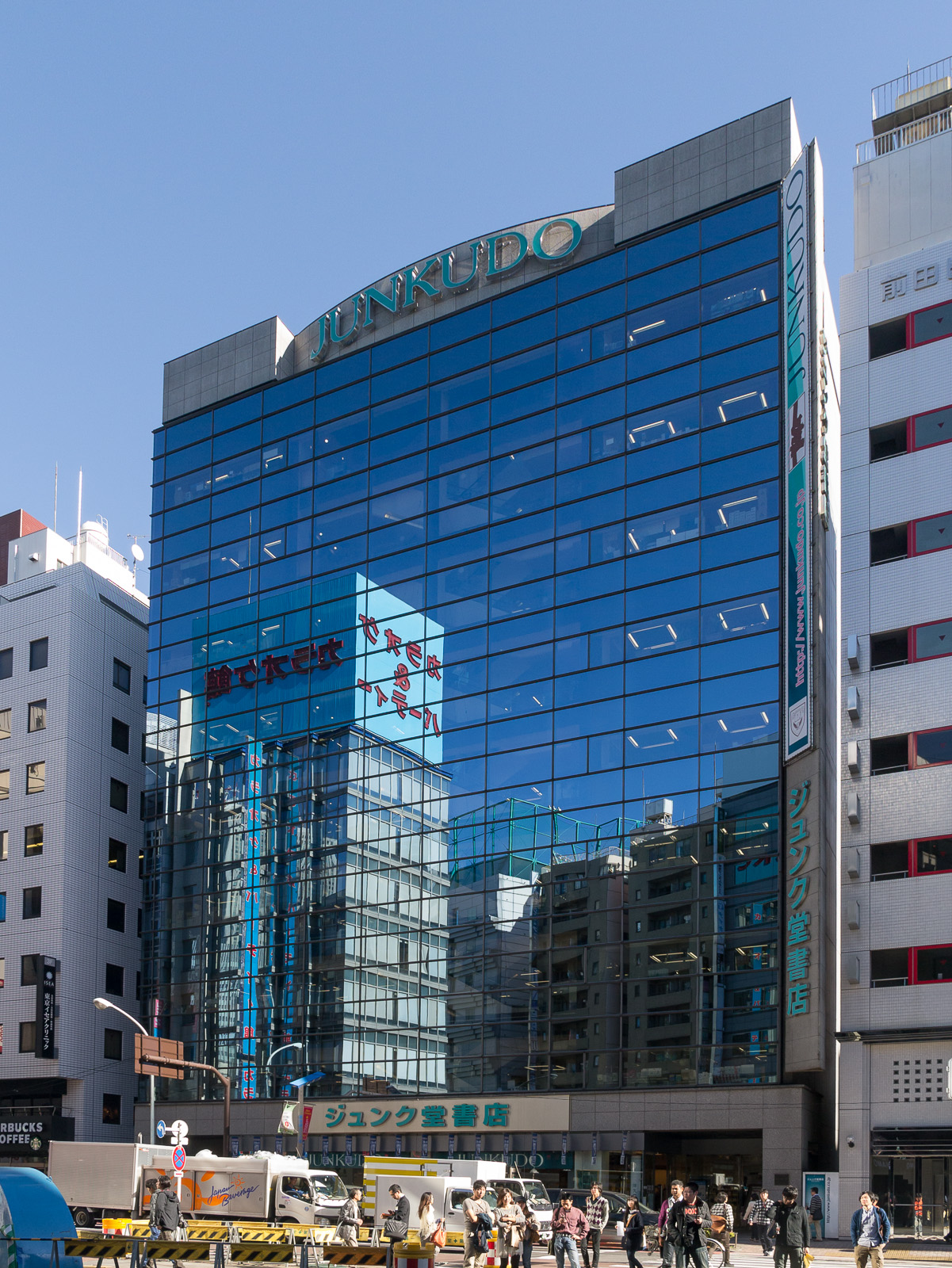
ジュンク堂書店池袋本店
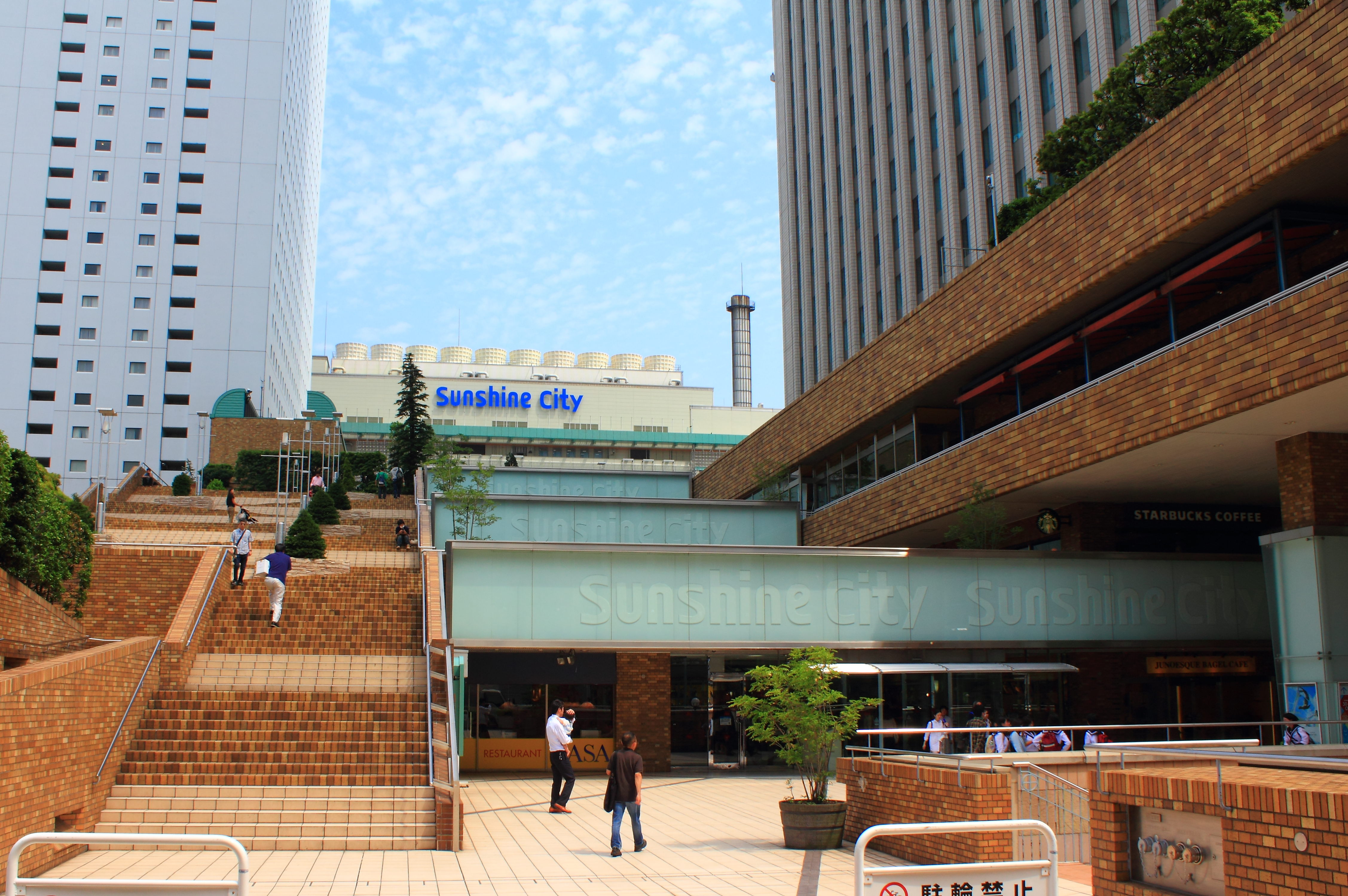
サンシャインシティ

## 公共機関
- 豊島区役所
- 東京芸術劇場
- としま健康プラザ
- 豊島区立芸術文化劇場（東京建物 Brillia HALL）
- 豊島郵便局
- 豊島区立図書館
- 豊島区立郷土資料館
- 池袋防災館
- 東京都水道局豊島営業所
- 豊島清掃工場（池袋マンモスプール跡地）

## 警察・消防
- 警視庁
  - 池袋警察署
  - 目白警察署
  - 巣鴨警察署
- 東京消防庁 第五消防方面本部（西池袋2-37-8）- 池袋消防署併設
  - 豊島消防署（東池袋3-19-20）特別救助隊・特別消火中隊・消防活動二輪部隊・救急隊1
    - 巣鴨出張所（巣鴨4-30-8）救急隊1
    - 目白出張所（目白2-10-3）救急隊1

  - 池袋消防署（西池袋2-37-8）特別消火中隊・救急隊1
    - 長崎出張所（長崎3-7-5）救急隊1
    - 高松出張所（高松1-2-4）救急隊1

## 名所・旧跡・観光スポット
- 旧江戸川乱歩邸土蔵
- 豊島長崎の富士塚 ※国の重要有形民俗文化財
- 鈴木信太郎記念館 - 鈴木信太郎 (フランス文学者)の旧宅。
- 池袋富士塚
- 雑司が谷旧宣教師館（旧マッケーレブ邸）※東京都指定有形文化財
- 巣鴨拘置所（極東国際軍事裁判における戦犯容疑者を収容した通称「巣鴨プリズン）跡
- 古代オリエント博物館
- 切手の博物館
- 豊島区立熊谷守一美術館
- 雑司ヶ谷霊園 - 総面積10ヘクタールの都立霊園。夏目漱石、泉鏡花、永井荷風、小泉八雲、竹久夢二、島村抱月、ジョン万次郎、東條英機、サトウハチロー、金田一京助、初代江戸家猫八、大川橋蔵などが眠っている。
- 染井霊園 - 水戸徳川家墓所、高村光太郎、二葉亭四迷などが眠っている。
- 慈眼寺 - 芥川龍之介、谷崎潤一郎などが眠っている。
- 自由学園明日館
- 法明寺 - 飛地境内にある鬼子母神堂が著名で、都電荒川線の停留所名（鬼子母神堂前）にもなっている。
- 本妙寺 - 遠山景元、本因坊家、千葉周作、久世氏（大名）が眠っている。
- トキワ荘マンガミュージアム

## 公営住宅
- 豊島区営ライブピア長崎-斉藤邦彦アンドアソシエイツ、東京都、公営住宅建替え、1996年
- UR 目白団地-目白 男子単身 賃貸206 1959年 現存 全面建替
- 都営高松三丁目第4アパート（高松 3-3、2005年）
- 都営西巣鴨二丁目アパート（西巣鴨 2-23、1970 - 1976年）
- 都営北池袋アパート（池袋 1-13、1970年）
- 都営池袋本町三丁目アパート（池袋本町 3-9、1974年）
- 都営南大塚二丁目アパート（南大塚 2-36、1971年）
- 都営北大塚一丁目アパート（北大塚 1-15、1968年）
- 都営要町二丁目アパート（要町 2-14、1980年）

## 出身有名人

### 学者
- 安藤英義（会計学者、一橋大学名誉教授、日本会計研究学会会長、金融庁企業会計審議会会長）
- 石弘之（環境問題研究者、ジャーナリスト、朝日新聞編集委員、東京大学教授、駐ザンビア大使）
- 石弘光（経済学者、一橋大学学長、放送大学学長、政府税制調査会会長）
- 古在由秀（天文学者、東京大学名誉教授、国立天文台名誉教授、総合研究大学院大学名誉教授）
- 高橋洋一（経済学者、数量政策学者、元大蔵・財務官僚）
- 小長谷悠紀（観光学者、元IBC岩手放送のアナウンサー、フリーアナウンサー）
- 森村進（法哲学者、一橋大学名誉教授、日本法哲学会理事長）

### 芸能
- 五代目柳家小さん
- 大泉滉
- 中村彰
- 柴咲コウ
- 山下達郎
- 藤田まこと（生育地は京都市）
- 夏木マリ
- 松村雄基
- 河辺千恵子
- 世志凡太
- 松本潤
- 高木ブー（生育地は千葉県柏市）
- 八世野村万蔵
- 九世野村万蔵
- 六世野村万之丞
- 野村太一郎
- 竹野内豊
- ハナ肇
- 愛川欽也
- 矢作兼（おぎやはぎ）
- 横山めぐみ
- 三遊亭好楽
- 神田伯山 (6代目)
- 立川志獅丸
- 飛鳥公子
- 入船亭小辰
- 根岸季衣
- 平井大
- 梶原阿貴
- モト冬樹
- 大川豊
- 君島十和子
- 広川太一郎
- 髙月希海
- 小野健一
- 原田美枝子
- 渡辺友子
- 藤尾領
- 平井理央
- 町田祥子
- 保坂ジョウタ
- SHOKO

### 宝塚歌劇団
- 南海まり - 元星組娘役
- 小桜ほのか - 星組娘役

### 文化人
- 西条道彦（脚本家・作家）
- 種村季弘（ドイツ文学者）
- 門倉啓太（将棋棋士）
- 庄司薫（作家）
- 増村紀一郎（漆芸家、人間国宝）
- やしきん（音楽家）
- 樋口毅宏（作家）
- 和田あい（「ミス日本コンテスト大会」委員長）
- 伊東一雄（野球解説者）
- クーロン黒沢（実業家、随筆家）
- 獸木野生（漫画家）
- 服部幸應（料理評論家）
- 難波弘之（キーボード奏者、作曲家・編曲家、SF作家）
- 梶井純（漫画評論家）
- 日下武史（俳優、声優）
- 富安陽子（児童文学作家）

### スポーツ
- 上田昭夫
- 田淵幸一
- 徳武定祐
- 那須野巧
- 山口香
- 久古健太郎
- 石橋千里
- 菊間崇祠
- 関根潤三
- 初芝清
- 鳥羽の山喜充

### アナウンサー
- 今田舞（山梨放送）
- 太田元治（朝日放送
・現在スカイ・エー常務）
- 馬場典子（日本テレビ）
- 和田光太郎（NHK）
- 鈴木英門（テレビ新潟）
- 重盛政史（福井放送）
- 内多勝康（NHK）

### 政治家
- 土屋義彦（第17代・18代参議院議長・元埼玉県知事）
- 石井啓一（第20代国土交通大臣・衆議院議員、公明党代表）
- 世耕弘一（経済企画庁長官、衆議院議員（8期））
- 世耕政隆（元衆議院議員、元参議院議員。鈴木善幸改造内閣の自治大臣・国家公安委員会委員長）
- 世耕弘昭（元日本通信教育委員会会長）
- 三井理峯（東京都知事選挙などに多数出馬）
- 神谷裕（衆議院議員）
- 石川大我（参議院議員）
- 中村敦夫（参議院議員）
- 赤尾由美（実業家、参政党共同代表）
- 中西健治（衆議院議員）

### その他
- 金杉憲治（駐中国大使）
- 櫻井光政（弁護士）
- 岩上安身（フリージャーナリスト）
- 粕谷一希（評論家、編集者）
- 室井昌也（ジャーナリスト）
- 倉岡裕之（登山家）

### 名誉区民
- 森田茂（洋画家、文化勲章受章者、日本芸術院会員）
- 世耕弘一（教育者、政治家・衆議院議員（8期）。従三位勲一等瑞宝章受勲者）

### 特別区民
- 夢野サリー（魔法使いサリー）
- バビル2世（浩一）（バビル2世）
- 赤影（仮面の忍者赤影）
※2012年7月、区制施行80年を記念するイベントの一環として、同区に45年在住していた漫画家・横山光輝の作品の主人公たちに特別住民票を発行して「特別区民」とした[30]。

## 縁のある人物
- 坪田譲治、坪田理基男（児童文学作家、児童文学研究者）- 譲治が立ち上げた児童文学作家育成団体、びわの実会は当初東長崎に存在した。譲治の三男が理基男に当たる。

## 豊島区を舞台とする作品
- まんが道 - 南長崎にあったアパート「トキワ荘」に集う若手漫画家たちを描いた漫画。
- 池袋ウエストゲートパーク - 石田衣良の小説。2000年にテレビドラマ化された。
- SAKURA〜事件を聞く女〜 - 駒込周辺が舞台となっている。
- 池袋ぐれんの恋 - 作家・脚本家 西条道彦の小説。戦後の池袋が舞台。
- ウルトラマンガイア - 特撮ヒーロー作品。池袋駅西口広場から始まり、そこで終わる。
- TOKYO TRIBE2 - 井上三太の青春漫画
- デュラララ!! 主にサンシャイン通り近辺を詳細に描いている。
- 冴えない彼女の育てかた - 高田周辺が主な舞台となっている。
- F.COMPO（ファミリーコンポ） - 北条司の漫画。池袋・目白・雑司が谷鬼子母神付近が舞台。
- 特捜最前線 - テレビ朝日で放送されていた刑事ドラマ。ロケ地として池袋周辺がよく使われていた。
- 藍より青し - 文月晃の漫画。池袋駅から物語は始まる。また、主人公の花菱薫が通う明立大学は立教大学がモチーフと言われている。
- バカ姉弟 - 安達哲の漫画。巣鴨を舞台として幼い姉弟の成長を描く。2009年10月から『ご姉弟物語』のタイトルでテレビアニメが放送されている。
- 水もれ甲介 - 石立鉄男主演ドラマ。鬼子母神近くの水道店が舞台。
- 金メダルへのターン! - 東京スイミングセンターが舞台。ドラマでは中央スイミングセンターになっていた。飛び魚ターンで空中を飛んで全ての選手を追い越し、ジェットターンで津波を起こし両脇の選手を妨害する荒唐無稽な設定。昭和40年代のスポ根ドラマの一つ。
- チャックシメゾウ - 「あにめたまご（若手アニメーター育成プロジェクト）2019」の一つとして、日本アニメーションにより制作された短編アニメーション作品。巣鴨、大塚近辺を舞台とした、人情あふれるコメディ作品。
- 旧区立平和小学校、現在の西部区民事務所は、校舎の映像を必要とするドラマやCMのロケに多数使われている（『漂流教室』他）。